# Nam Ty (district de Hoang Su Phi)
Pour les articles homonymes, voir Nậm Ty.
Nam Ty est une commune (xã) du district de Hoang Su Phi, province de Ha Giang, Vietnam.

## Géographie
La commune de Nam Ty est située au sud-est du district de Hoang Su Phi, avec une situation géographique :
- les districts de Vi Xuyen et  de Bac Quang à l'est.
- Les communes de Thong Nguyen et de Nam Son à l'ouest.
- La commune de Thong Nguyen au sud
- Les communes de Nam Dich et de Ta Su Choong au nord.

La commune de Nam Ty a une superficie de 45,30 km², la population en 2019 est de 2857 personnes.

## Administration
La commune de Nam Ty est divisée en 7 villages : Ong Thuong, Ho Pien, Nam Pien, Nam Ty, Tan Thuong, Tan Xa Phin, Yen Son.

## Tourisme
Cette commune fait partie de la zone reconnue pour la beauté de ses cultures en terrasse.

## Référence
1. ↑  (es) vietnam.vn, « Hoang Su Phi – campos mágicos en terrazas », sur vietnam.vn, 18 janvier 2025 (consulté le 29 juillet 2025)